# Narta
Narta (en rus: Нарта) és un poble (un possiólok) de Calmúquia, a Rússia, segons el cens del 2012 tenia 234 habitants. Pertany al districte municipal de Priiútnoie.